# Uniforme de la selección de fútbol de España

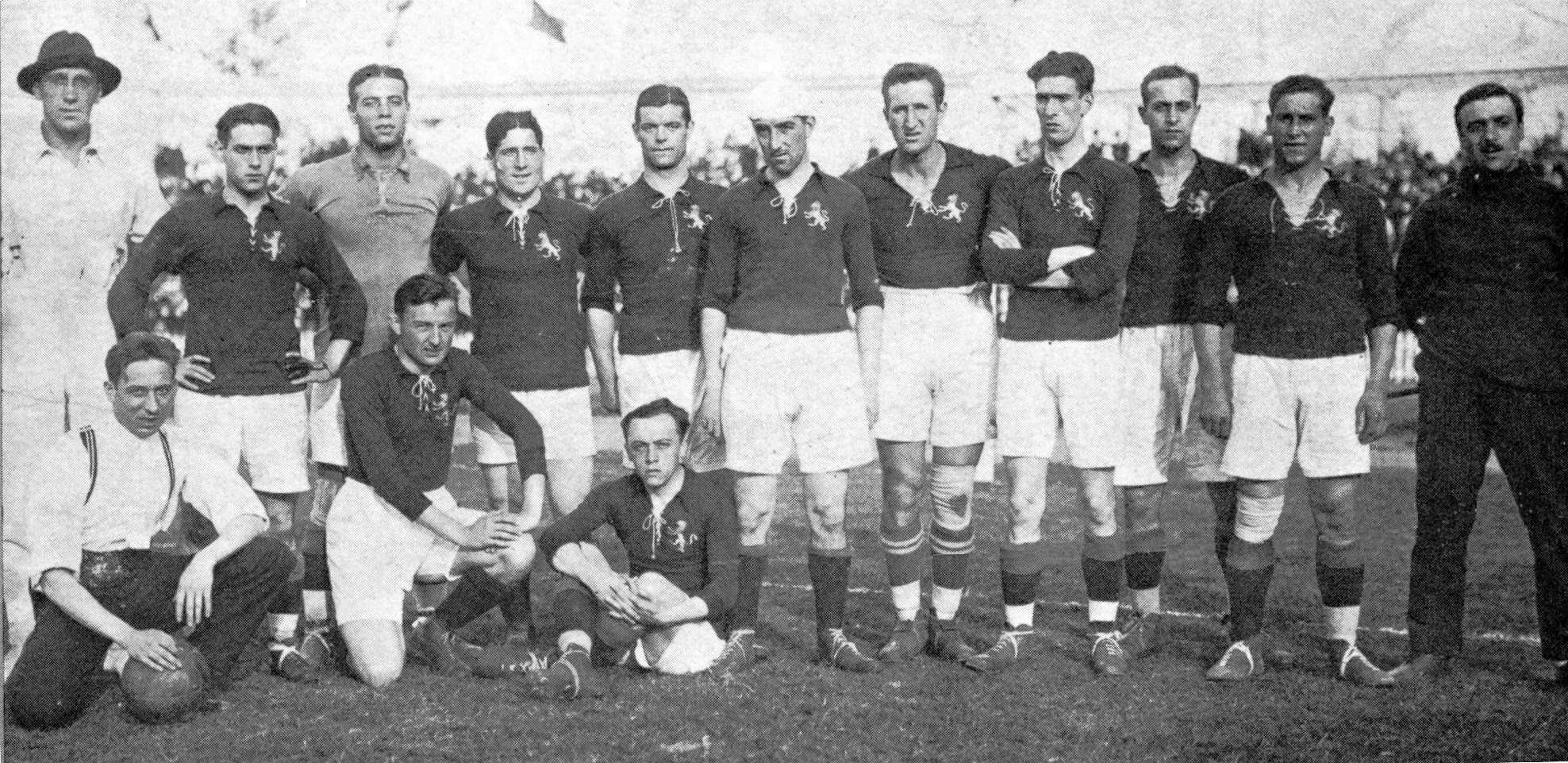
Selección de fútbol de España que se enfrentó a Bélgica en los Juegos Olímpicos de Amberes 1920, en el segundo partido de su historia.

A lo largo de su historia, la selección española se ha caracterizado por el color rojo de su camiseta, en honor a su bandera rojigualda. Esta misma ha llegado a tal identificación entre los aficionados, que ha llegado incluso a conocerse al combinado por el apelativo de La Roja o la Furia Roja con motivo del color que vestían sus jugadores.,
Pese a ello, algunos de sus mayores logros han venido vistiendo el uniforme alternativo, de color azul oscuro que adoptaría desde 1947, salvo algún año de excepción. Con él conquistó su primera Eurocopa en la segunda edición del torneo frente a la extinta URSS (vigente campeona tras la Eurocopa de 1960 donde España renunció a enfrentarse con ellos en cuartos de final por motivos políticos), y el único Mundial que tiene en su palmarés desde el año 2010 con el Mundial de Sudáfrica tras derrotar a Países Bajos. Durante los primeros años de la postguerra fue también su primer uniforme titular.

## Historia y evolución
La selección española adoptó como su color el rojo desde sus inicios en 1920, y pese a que se modificó al blanco y al azul por los motivos políticos que se vivían en España durante la guerra civil española, ha sido siempre su seña de identidad que incluso le ha dado una denominación por la que es conocida desde el año 2004 como La Roja siendo la segunda selección con este apodo después de la selección de Chile.
El color fue elegido por el entonces presidente del Comité Olímpico Español (C.O.E), Gonzalo Figueroa y Torres, Marqués de Villamejor, con motivo de los próximos Juegos Olímpicos a disputar en Amberes, que conformaría junto a un león rampante en amarillo, los colores de la bandera española.
El motivo de elegir la figura en lugar de una franja (tal cual es la bandera), fue muy meditado. 
Los juegos se disputarían en Amberes, antigua provincia del Ducado de Brabante, antaño posesión de España, del que se tomó su bandera (un león amarillo sobre fondo negro). Dicha heráldica, presente también en el escudo personal del monarca Alfonso XIII de España por el citado histórico Ducado de los Países Bajos de los Habsburgo, pertenecientes a la corona española, sería la imagen de los deportistas españoles en la cita Olímpica. Completando el uniforme llevarían unos calzones blancos y medias negras.
Posteriormente, la Selección adoptaría un escudo propio para así diferenciarse del utilizado por las otras federaciones que iban en coordinación con el Comité Olímpico Español. Para ello, introdujo las iniciales de la Federación Española de Fútbol y la corona real. Sin embargo, en 1931, tras la proclamación de la Segunda República, la corona monárquica sería retirada del escudo y solo se incluyó un sencillo triángulo con las iniciales de la Federación.
El 30 de mayo de 1948 España lució por primera vez dorsales en su camiseta (del número 1 al 11) en un partido amistoso contra Irlanda en el Estadio Olímpico de Montjuïc de Barcelona. El equipo español acabó ganando el partido por 2-1.
La FIFA no permitió mostrar los logotipos de los fabricantes del uniforme hasta la Copa Mundial de Fútbol de 1974. Sin embargo, España no lució el emblema de Adidas y las tres franjas características de la marca alemana en las mangas de la camiseta y en el lateral del pantalón hasta el 18 de noviembre de 1981. En esa fecha, la selección disputó un partido amistoso contra Polonia en Estadio Municipal de Łódź que acabó ganando por 2-3.
La Eurocopa 1992, torneo al que no se clasificó España, fue el primer gran campeonato en el que las camisetas incluyeron los nombres de los jugadores. El 17 de junio de 1994 las camisetas de la selección española mostraron los nombres de los jugadores por primera vez en el primer partido de la fase de grupos de la Copa Mundial de Fútbol contra Corea del Sur. El partido se disputó en el Estadio Cotton Bowl de Dallas y acabó en empate a 2.
El 11 de julio de 2010, tras proclamarse campeón del mundo en el Estadio Soccer City de Johannesburgo, la selección recibió la estrella de campeón de la FIFA. El número de estrellas indica el número de veces que una selección ha sido campeona del mundo. El 11 de agosto del mismo año, la selección lució por primera vez la estrella de campeón en un partido amistoso contra México que acabó en empate a 1 en el Estadio Azteca. La estrella dorada está colocada en la parte izquierda del pecho de la camiseta sobre el escudo de la RFEF.
El 17 de noviembre el combinado español estrenó el parche dorado el trofeo junto a la leyenda "FIFA World Champions 2010" en un amistoso ante Portugal. El parche dorado estaba colocado en la parte derecha del pecho de la camiseta. El equipo luso permitió a España vestir de rojo a pesar de ser el equipo visitante ya que el partido se disputó en el Estádio da Luz. Finalmente, tras un mal partido la selección acabó perdiendo por 4-0.
Desde la Eurocopa de 1996 el escudo de la camiseta de la selección española tenía un error de diseño, al incluir en el escudo de España el escusón de la Casa Borbón francesa en vez del escusón de la Casa de Borbón de España, diferenciados estos en el color de la bordura. Jaime Salazar, historiador especializado en heráldica, avisó a la RFEF del error en agosto de 2010 y posteriormente Adidas reconocería su error en el diseño. En 2014, con motivo del Mundial, la RFEF cambió el escudo e introdujo algunos retoques que corregían parte de esos errores. Se puso la flor de lis correcta, se cambió la corona de la izquierda o se modificó la granada para que dejara de parecer un tulipán. Sin embargo, otros errores como las bases de los capiteles, las cadenas de Navarra o la corona de la columna derecha permanecieron en la camiseta del Mundial 2018.

## España de blanco
El uniforme sufrió cambios significativos con motivo de la guerra civil española. La situación del país, dividido entre republicanos y sublevados, hace que se abandone el color rojo por motivos políticos. España vistió de color blanco en la zona sublevada, única zona que permitía entonces en el país enfrentamientos futbolísticos. Con él jugó frente a la selección portuguesa en varios encuentros, y con el escudo del yugo y las flechas del bando sublevado.
El color blanco sin embargo no era una novedad en la historia de la selección ya que en algunos partidos de la década de 1920 jugaron con ese mismo uniforme.

## España de azul
A la finalización de La Guerra Civil en la que resultaron victoriosos los franquistas, la camisola pasó a ser de color azul, ya que el rojo era el color que identificaba al derrotado bando republicano. Así informó el diario Arriba: «Según noticias en la reunión del Consejo Nacional de Deportes, se acordó que los jugadores del equipo español de fútbol vistan camiseta azul marino y pantalón blanco y en el pecho, el escudo nacional con sus colores. Las medias, también serán de los colores nacionales».
Así se mantuvo, hasta que en 1947 el General Moscardó, entonces Delegado Nacional de Deportes, repuso a la selección la primigenia camiseta roja que dejaría al azul como el uniforme reserva. Ambos uniformes, tanto el titular como el reserva, ya se mantendrían hasta la actualidad, salvo pequeñas variaciones en el uniforme reserva, que se ha ido alternando algunos años con el blanco.

## Evolución del uniforme

### Equipaciones titulares
| 1920-1921 | 1921-1922 | 1922-1924 | 1924 1 | 1924-1931 | 1931-1934 | 1934 | 1937–382 | 1941–47 3 |

| 1945–47 3 | 1947–50 | 1950–59 | 1959-79 | 1979-1981 | 1982-1983 | 1984-1986 | 1986-1988 | 1988-1990 |

| 1991-1992 | 1992-1994 | 1994-1996 | 1996-1998 | 1998-2000 | 2000-2002 | 2002-2004 | 2004-2006 | 2006-2008 |

| 2008-2009 | 2009 | 2009-2010 | 2011 | 2012 | 2013 | 2014-2016 | 2016-2018 | 2018-2020 |

| 2020-2022 | 2022-2024 | 2024-Actual |

Nota1: Camiseta utilizada en el único partido disputado de los Juegos Olímpicos de 1924 celebrados en París.

Nota2: Durante la guerra civil española, la selección española solo disputó algunos encuentros amistosos al encontrarse el país en guerra. Dividido el territorio en la zona republicana y en la zona franquista, era esta última la única que permitía la disputa de partidos. Esos encuentros amistosos fueron jugados de uniforme blanco, desechando el color rojo por relacionársele con el bando republicano.

Nota3: Tras la victoria del bando sublevado dirigido por el Caudillo Francisco Franco, éste decretó que la selección jugaría de uniforme azul, por el mismo motivo que la etapa anterior.

### Equipaciones alternativas
| 1938–39 vs Portugal | 1942–47 | 1950 Chile | 1950–59 | 1959-79 | 1982-1983 | 1984-1985 | 1986-1987 | 1988-1990 |

| 1991-1992 | 1992-1994 | 1994-1996 | 1996-1998 | 1998-2000 | 2000-2002 |  | 2002-2004 | 2004-2006 | 2006-2008 |

| 2008-2010 | 2010 | 2011-2012 | 2012-2014 | 2014-2016 | 2016 | 2016-2018 | 2018-2020 | 2020-2022 |

| 2022-2024 | 2024-Actual |

### Tercer uniforme
| 1988-1990 | 1991-1992 | 1992-1994 | 1994-1996 | 1996-1998 | 1999-2000 | 2000-2002 | 2002-2004 | 2004-2006 |

| 2014 vs Países Bajos |

### Uniformes especiales
| 2022 vs República Checa |

### Combinaciones
| 1978 vs Suecia | 1990 vs Uruguay | 1996 (Molina, vs Noruega) | 1996 vs República Checa | 2001 vs Inglaterra | 2007 vs Inglaterra | 2008 vs Rusia | 2010 vs Chile | 2010 vs Liechtenstein |

| 2010 vs Escocia | 2012 vs Croacia | 2013 vs Francia | 2014 vs Francia | 2016 vs Italia | 2018 vs Inglaterra | 2021 vs Italia | 2022 | 2022 vs Marruecos |

| 2023 vs Italia | 2023 vs Croacia | 2024-2025 | 2025 vs Países Bajos |

### Porteros
| 1931 | 1934 (Zamora) | 1934 (Nogués) | 1950-57 | 1957-60 | 1960-62 | 1962 -66 | 1966-75 | 1976-78 |

| 1979-80 | 1980 | 1982 | 1982 | 1983 (Buyo, vs Malta) | 1984 (Buyo, vs Hungría) | 1984 | 1986 | 1986 |

| 1988-89 | 1988-89 | 1990-91 | 1990-91 (Zubizarreta, vs Rumania) | 1991-92 | 1991-92 | 1992 (vs Irlanda del Norte) | 1992-93 (Zubizarreta) | 1992-93 (Cañizares) |

|  | 1994-95 | 1994-95 | 1994-95 (Zubizarreta, vs Bolivia) | 1996-97 | 1996-97 | 1998 | 1998 | 1999 (Cañizares) | 2000-01 |

| 2000-01 | 2001 | 2001 vs Inglaterra | 2002 | 2002 | 2003 | 2003 | 2004 | 2004 |

| 2004 | 2006 | 2006 (Casillas vs Ucrania, Suecia y Rumania | 2006 (Cañizares vs Arabia Saudita) | 2006 (Casillas vs Francia | 2007 (Reina vs Finlandia) | 2007 vs (Casillas Dinamarca) | 2007 (Reina vs Irlanda del Norte) | 2008-2009 |

| 2008-2009 | 2008-2009 | 2008-2009 | 2008-2009 | 2010 | 2010 | 2012 | 2012 |  | 2013 (Valdés vs Nigeria) |

| 2013 (Casillas vs Sudáfrica) | 2014 (Casillas) | 2014 (de Gea) | 2014 (Casillas) | 2014 (de Gea) | 2016 | 2016 (Casillas vs Rumania) | 2017 (Reina vs Colombia) | 2017 (de Gea vs Italia y Albania) |

| 2018 (De Gea) | 2018-2019 (vs Alemania y Rumania | 2019 (Kepa, vs Rumanía) | 2019-2020 (vs Malta y Suiza) | 2020 (Unai Simón) | 2020 (de Gea vs Alemania) | 2020 (Unai Simón) | 2020 (de Gea vs Ucrania) | 2021 (Unai Simón) |

| 2022 (Unai Simón) | 2022 (Unai Simón) | 2022 (Unai Simón vs Suiza) | 2022-23 (Unai Simón vs Portugal y Croacia) | 2022 (Unai Simón) | 2023 | 2024 | 2024 | 2024 |

### Entrenamiento
| 1994 | 1994 | 1998 | 1998 | 2000 | 2000 | 2000 | 2002 | 2002 |

| 2002 | 2004 | 2004 | 2006 | 2006 | 2006 | 2008 | 2008 | 2008 |

| 2010 | 2010 | 2012 | 2012 | 2014 | 2014 | 2014 | 2016 | 2016 |

| 2018 | 2018 | 2020 | 2020 | 2022 | 2022 | 2024 | 2024 |

### Proveedores
| Periodo   | Marca deportiva | Origen                         |
| 1950–1966 | Deportes Cóndor | Bandera de España              |
| 1966      | Umbro           | Bandera del Reino Unido        |
| 1966–1978 | Deportes Cóndor | Bandera de España              |
| 1978–1983 | Adidas          | Bandera de Alemania Occidental |
| 1984–1990 | Le Coq Sportif  | Bandera de Francia             |
| 1991–act. | Adidas          | Bandera de Alemania            |